# Sinobaijiania taiwaniana
Sinobaijiania taiwaniana là một loài thực vật có hoa trong họ Cucurbitaceae. Loài này được (Hayata) C. Jeffrey & W.J. de Wilde mô tả khoa học đầu tiên năm 2006.